# جيم تومسون (لاعب كرة قدم)
جيم تومسون (بالإنجليزية: Jim Thomson)‏ (15 مايو 1971 في المملكة المتحدة - ) هو لاعب كرة قدم بريطاني في مركز الدفاع. لعب مع كوين أوف ساوث ونادي كلايد ونادي ستنهاوسموير ونادي اربوراث.

## وصلات خارجية
- جيم تومسون على موقع قاعدة بيانات كرة القدم.إي يو (الإنجليزية)
- جيم تومسون على موقع Soccerbase.com (لاعب) (الإنجليزية)